# Maurice Béjart
Maurice Béjart (születési neve Maurice-Jean Berger, Marseille, 1927. január 1. – Lausanne, 2007. november 22.) francia balettművész, koreográfus, író, rendező és szövegíró. A klasszikus, kortárs, modern és a neoklasszikus stílust képviselte. A legkülönbözőbb nemzetiségű, kiváló táncosokkal dolgozott együtt. A férfi balett rehabilitálását tűzte ki célul. A művészektől megkövetelte az akadémikus tánc tökéletes tudását és a neoklasszikus irányzatok átvételét is. Előadásai egyesítették a zenét, a lírát, a színházat és a koreográfiát. Béjart alkotásait nagyban befolyásolták lelki szenvedései és az elmúlás, a halál gondolata. Stílusára jelentősen hatottak a világ táncai. Balettjeit klasszikus alapra építette fel, esztétikája pedig abban újított, hogy nem használt kosztümöket, és a színpadi dekoráció modern volt. 1994-től haláláig tagja volt a Francia Szépművészeti Akadémiának (Académie des Beaux-Arts français).

## Életrajzi adatok
Béjart apai dédanyja Szenegálból származott. Édesanyját hétéves korában elvesztette. Marseille‑ben töltött gyermekkorára végtelen nagy örömök és lelki fájdalmak nyomták rá bélyegüket. Apja, Gaston Berger filozófus hét nyelven beszélt, játékokat fabrikált és verseket szavalt fiának. Béjart 1941-ben orvosi tanácsra kezdett táncórákat venni, hogy megerősödjön. Kamaszkorában bikaviador akart lenni. Camargue‑ban egy tehénke előtt forgatta a muletát. A banderillákkal és a két bikafüllel, amiket egy matadortól kapott, a bikaviadalok hangulatát próbálta megidézni. Aix-en-Provence-ban filozófiából szerzett diplomát, majd ledoktorált.

## Pályafutása
1945-ben felvették a Marseille-i Opera balettjébe. 1946-ban Párizsba költözött, és balettórákat vett Ljubov Jegorova balettmesternél. 1948-ban Roland Petit szerződtette a párizsi Operaházba. Egy lenyűgöző balettelőadás után végleg eldöntötte, hogy a táncnak szenteli életét.

### Stockholm
1949-ben került a Cullberg-baletthez. Vonzotta a koreográfia. Itt írta első balettjét L'Inconnu (Az ismeretlen) címmel, majd Igor Stravinsky Tűzmadár (L'Oiseau de feu) darabját koreografálta.

### Párizs
1955-ben megszületett A magányos férfi szimfóniája, melyet az előző évben Párizsban alapított társulata, a Ballet de l'Étoile adott elő.

### Brüsszel
1959-ben a brüsszeli Théâtre de la Monnaie igazgatójának kérésére írta leghíresebb koreográfiáját, a Tavaszünnepet. Mivel társulata nem kapott színházat Franciaországban, a belga fővárosba költözött. Az alkalmi szerződésből hosszú évekig tartó együttműködés született.
1960-ban itt hozta létre a XX. század balettje társulatot (Ballet du XXe siècle). Még ebben az évben színpadra vitte a Bolerót Ravel zenéjére. Balettjeit az Avignoni Fesztiválon (1967, 1968) ismerte meg a nagyközönség. Társulatával bejárta a világot, és az érdeklődők hatalmas tömegei nyertek beavatást a modern táncművészetbe.

### Mudra balettiskola
A Mudra balettiskolát 1970-ben alapította Brüsszelben. A XX. század balettje részeként működött, és nagyrészt az UNESCO finanszírozta. Koreográfiát, éneket, ritmikát, szolfézst, hang-, fény- és díszlettervezést is tanulhattak itt többek között a táncosok. A kortárs táncművészet számos kiemelkedő alakja vett részt a Mudra kurzusain. Béjart 1988-ban bezárta a balettiskolát, miután komoly nézeteltérése támadt a Théâtre de la Monnaie igazgatójával.
Béjart 1977-ben nyitotta meg Szenegálban a Mudra-Afrika balettiskolát Léopold Sédar Senghor elnök támogatásával. Az iskola öt évi működés után 1982-ben bezárt.

### Perzsa koreográfiák

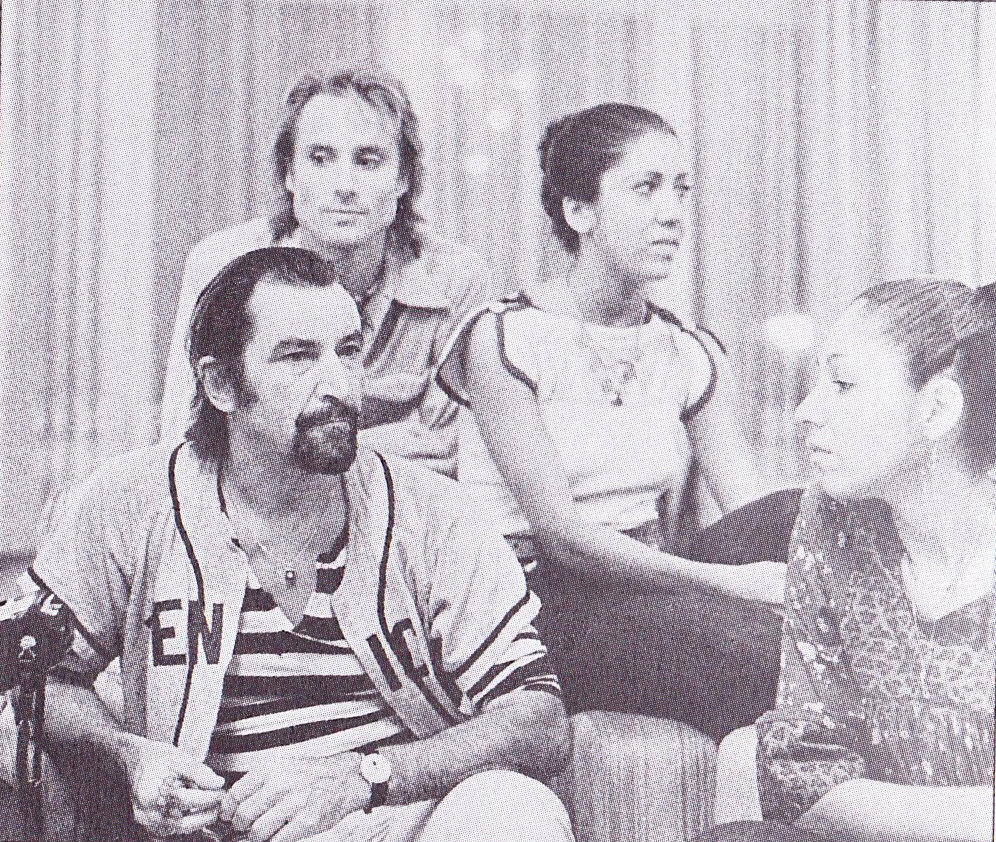
Béjart Sirázban (1971)

A hatvanas évek végén és a hetvenes évek elején perzsa koreográfiák születtek. A műveket Teheránban, a Rudaki Hall Opera House mutatta be, és elnyerték Farah iráni császárné tetszését és támogatását. Társulatával többször részt vett a Siráz–Perszepolisz Művészeti Fesztiválon. Irán fennállásának 2500. évfordulójára Béjart két balettet írt, melyeket 1971 októberében mutattak be Teheránban. A Golesztán (Rózsakert) balettet Szádi fő műve inspirálta. A másik balett a sahbánú tiszteletére, tradicionális perzsa zenére készült Farah címmel. Iráni zenészekkel dolgozott együtt. Élményei és különösen Nur Ali Elahi zenész és misztikus hatására (aki azt vallotta, hogy a spiritualitás a lélek gyógyszere) 1973-ban áttért a síita iszlámra. Béjart elismerte, hogy a perzsa közjáték döntően befolyásolta karrierjét művészi és szellemi szempontból egyaránt.

### Lausanne
1987-ben a leningrádi turnén komoly nézeteltérés támadt Béjart és a Théâtre de La Monnaie igazgatója, Gerard Mortier között. Béjart úgy döntött, hogy nem tér vissza Belgiumba. Rövid idő múlva a Philip Morris Alapítvány Lausanne-ba hívta. Béjart feloszlatta a XX. század balettjét, és hat hét múlva új társulatot alapított Béjart Balett Lausanne néven.

### Rudra balettműhely
1992 szeptemberében nyitotta meg Béjart a Rudra balettműhelyt (École-atelier Rudra) Lausanne-ban. Klasszikus balett, modern tánc, ének, ütőhangszeres képzés (dob), színjátszás, valamint kendó szerepel többek között a tananyagban. A Rudra, amely a klasszikus és a kortárs balett egyik legtekintélyesebb műhelye, kétéves képzést nyújt a táncosoknak.

## Maurice Béjart Alapítvány

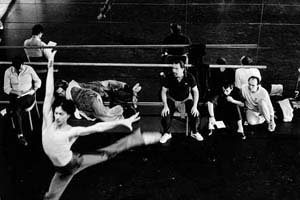
Béjart 1988-ban

1987. szeptember 28-án Béjart alapítványt hozott létre (Maurice Béjart Fondation). Végrendeletében minden tulajdonát, koreográfiáinak, könyveinek szerzői jogát az Alapítványra hagyta.
Az Alapítvány
- anyagilag hozzájárul a szegény körülmények közül származó táncosok képzéséhez
- anyagilag támogatja az elfeledett és anyagi nehézségekkel küszködő tánc- és balettművészeket
- anyagilag támogatja a táncművészetet és az egyetemek, kórházak olyan kutatási programjait, melyek eredményei hozzájárulnak a tánc- és balettművészek egészségének rehabilitációjához.

2007. november 22-én hunyt el Lausanne-ban. Hamvait választott hazájában, Belgiumban, Oostende tengerpartján szórták szét.

## Béjart néhány gondolata
„Nagyon szeretek tanítani. Végtelenül szánom azokat a koreográfusokat, akik nem így gondolkodnak. Rendkívül fontosnak tartom, hogy állandóan összemérjük magunkat a fiatal táncosokkal. A Rudra balettiskola erkölcsi értékeket továbbörökítő, intellektuális életmódot jelent, ami ahhoz a modern világhoz viszonyul, amelyben a táncművész társadalmi szereppel rendelkezik.”
„Koreográfiáim táncosaimé és a közönségé. Tegyenek velük azt, amit jónak látnak… Nem vagyok sem jogaival visszaélő, sem pedig birtokvágyó apa. Egyébként semmi érzékem nincs a harácsoláshoz. Bérlakásban élek Párizsban és Lausanne‑ban is. A szerzői jogdíjakat az alapítványom kezeli, és ebből folyósít ösztöndíjakat fiatal táncosoknak. Nincs vagyonom.”
„Munkámat érzelmeim irányítják. Ha megtetszik egy téma, vagy megragad egy táncművész tehetsége, örömmel készítem el a koreográfiát. Muszájból nem tudok dolgozni. Őszinte természetem nem engedi, hogy olyasmit vállaljak, amihez nincs kedvem. Minden egyes balett egy vágyakozásból született, és életem egy-egy időszakát fémjelzi. Szerencsére a balett »múlékony« művészeti alkotás. Az előadásokról mindig elfogulatlanul mondok bírálatot, mintha nem én koreografáltam volna. Én vagyok munkám legszigorúbb kritikusa. Néha azt kérdem magamtól: Ki ez az idióta, aki ezt koreografálta?”
Maurice Béjart az „Így táncol Zarathusztra” című könyvben nyilatkozott az iszlámra való áttérése kapcsán:
„Az áttérés nem megfelelő szó számomra. Az iszlám egy pillanatra sem halványította el gyerekkorom katolicizmusát, nem akadályozott abban, hogy a buddhizmus lelkes követője legyek, és nem törölte ki lelkemből a szellemiség más csodái iránti rajongásomat. Az iszlám a spiritualizmus útjának egyik állomását jelenti számomra.” A L’autre chant de la danse (A tánc másik éneke) című könyvét (1974) Henry Corbin francia filozófus és orientalista munkái ihlették.

## Kitüntetései
- Erasmus-díj, 1974
- Felkelő Nap érdemrend, Japán, 1986
- Koronarend (tiszti rendjel), Belgium, 1988
- Kiotó-díj, Japán, 1999
- Francia Szépművészeti Akadémia tagja 1994–2007
- Henrik herceg-rend, Portugália, 1998
- Brüsszel és Lausanne díszpolgára
- A Budapest Klub tiszteletbeli tagja

## Főbb koreográfiái
- 1955 : Symphonie pour un homme seul (A magányos férfi szimfóniája) Párizs
- 1957 : Sonate à trois (Essen)
- 1958 : Orphée (Orfeusz) (Liège)
- 1959 : Le Sacre du printemps (Tavaszünnep) (Brüsszel)
- 1960 : Boléro (Bolero) (Brüsszel)
- 1961 : Les Quatre fils Aymon (Brüsszel)
- 1964 : Symphonie n° 9 de Beethoven (Brüsszel)
- 1966 : Roméo et Juliette (Rómeó és Júlia (Brüsszel)
- 1967 : Messe pour le temps présent (Avignon)
- 1968 : Bhakti (Avignon)
- 1971 : Chant du compagnon errant (Brüsszel)
- 1972 : Vaslav Nijinski, clown de Dieu (Brüsszel)
- 1975 : Pli selon pli (Brüsszel)
- 1976 : Heliogabale (Irán)
- 1976 : Isadora (Opéra de Monte-Carlo)
- 1976 : Le Molière imaginaire (Párizs, Comédie-Française)
- 1975 : Notre Faust (Brüsszel)
- 1977 : Petrouchka (Brüsszel)
- 1980 : Eros Thanatos (Athén)
- 1982 : Wien, Wien, nur du allein (Brüsszel)
- 1983 : Messe pour le temps futur (Brüsszel)
- 1985: Dyonusos (Dionüszosz) (New York)
- 1986 : Arepo (Opéra de Paris)
- 1987 : Souvenir de Léningrad (Lausanne)
- 1988 : Piaf (Tokió)
- 1989 : 1789… et nous (Paris)
- 1990 : Ring um den Ring (Berlin)
- 1990 : Pyramide (Kairó)
- 1991 : La Mort subite (Recklinghausen)
- 1991 : Tod in Wien (Bécs)
- 1992 : La Nuit (Lausanne)
- 1993 : M (Tokió)
- 1995 : À propos de Shéhérazade (Berlin)
- 1997 : Le Presbytère… (Brüsszel)
- 1999 : La Route de la soie (Lausanne)
- 2000 : Enfant-roi (Versailles)
- 2001 : Lumière (Lyon)
- 2001 : Tangos (Genova)
- 2001 : Manos (Lausanne)
- 2002 : Mère Teresa et les enfants du monde
- 2003 : Ciao Federico, en hommage à Federico Fellini
- 2005 : L’Amour - La Danse
- 2006 : Zarathoustra
- 2007 : Le Tour du monde en 80 minutes

## Írásai
- Préface de Danser sa vie de Roger Garaudy, éditions du Seuil, 1973 ISBN 2020020246
- The Kabuki, édition Shinshokan, 1986 ISBN 4403020119
- La Mort subite, avec Gaston Berger, éditions Seguier, 1990 ISBN 2877361683
- Béjart-théâtre, A-6-Roc, éditions Plume, 1992 ISBN 2702121438.
- Un instant dans la vie d'autrui. Mémoires, Flammarion, 1992 ISBN 2080642014.
- Lettres à un jeune danseur, Actes Sud, 2001 ISBN 2742732470.
- Le Ballet des mots, éditions les Belles Lettres, 1994 ISBN 2251440313.
- La Vie de qui ? Mémoires tome II, Flammarion, 1998 ISBN 2080664980.
- Ainsi danse Zarathoustra (beszélgetés Michel Robert-rel), Actes Sud, 2006 ISBN 2742761896.
- Préface de Grands portés de pas de deux de Gilbert Serres, éditions Désiris, 2007 ISBN 2915418101.

### Magyarul
- Életem: a tánc. Emlékezések; ford. Hegedűs Éva, utószó Lőrinc György, fotó Mezey Béla; Gondolat, Bp., 1985 ISBN 9632815386.

## Maurice Béjart-ról szóló könyvek
- Antoine Livio: Béjart, Lausanne, Paris, 1970, L'Âge de l'homme, 2004 ISBN 282511894X
- Marie-Françoise Christout: Maurice Béjart, Pierre Seghers, 1972
- Sylvie de Nussac et Pablo Reinoso, Béjart au travail, éditions Jean-Claude Lattès, 1984
- Carole Trévoux, Danser chez Béjart, ou Dionysos, l'odyssée d'une création, Bruxelles, J.M. Collet, 1986
- Yvan Muriset et Jean-Pierre Pastori, Béjart : le tournant, éditions P.M. Favre, 1987 ISBN 2-8289-0320-6
- Gérard Mannoni et Colette Masson, Maurice Béjart, éditions Plume, 1991 ISBN 2908034239
- Gérard Mannoni et Colette Masson, Béjart par Maurice Béjart, Art Books Intl Ltd, 1998 ISBN 2841100332
- Sylvie Jacq-Mioche, La danse vue par Maurice Béjart et Colette Masson, éditions Hugo et Compagnie, 2007 ISBN 2755601825

## Fordítás
- Ez a szócikk részben vagy egészben  a   Maurice Béjart című francia Wikipédia-szócikk fordításán alapul.  Az eredeti cikk szerkesztőit annak laptörténete sorolja fel. Ez a jelzés csupán a megfogalmazás eredetét és a szerzői jogokat jelzi, nem szolgál a cikkben szereplő információk forrásmegjelöléseként.